# سیارک ۳۶۵۴
سیارک ۳۶۵۴ (به انگلیسی: 3654 AAS، نامگذاری:1949QH1) سه هزار و ششصد و پنجاه و چهارمین سیارک کشف شده‌است که در ۲۱ اوت ۱۹۴۹ کشف شد.
قدر مطلق سیارک برابر ۱۴٫۳۰ است.